# Juda (imię)
Juda, Judasz – imię męskie pochodzenia hebrajskiego. Wywodzi się od słowa יהדה jehudah oznaczającego chwała Jahwe.
W Starym Testamencie jeden z synów Jakuba i patriarchów Izraela; od jego imienia wywodzi się nazwa jednego z plemion Izraela i następnie Juda – jedno z żydowskich królestw.
W Nowym Testamencie w polskich tłumaczeniach występują dwie wersje tego imienia: Juda dla Judy Tadeusza i Judasz dla Judasza Iskarioty. Oryginalny grecki tekst Nowego Testamentu nie czyni różnic pomiędzy tymi imionami, wszystkie zapisując jako Ioudas.